# فرانك لي
فرانك لي (بالإنجليزية: Frank Leigh)‏ هو ممثل بريطاني (وحمل سابقاً جنسية المملكة المتحدة لبريطانيا العظمى وأيرلندا)، ولد في 18 أبريل 1876 بلندن في المملكة المتحدة، وتوفي في 9 مايو 1948 بلوس أنجلوس في الولايات المتحدة بسبب مرض.

## وصلات خارجية
- فرانك لي على موقع IMDb (الإنجليزية)
- فرانك لي على موقع قاعدة بيانات الفيلم (الإنجليزية)